# Duradundi, Gokak
Duradundi là một làng thuộc tehsil Gokak, huyện Belgaum, bang Karnataka, Ấn Độ.